# Северна Клевеландия
Северна Клевеландия (на португалски: Clevelândia do Norte) е един от окръзите на бразилската община Ояпоки и същевременно е военен пост на бразилската армия, разположен в щата Амапа. В миналото е позната като „Военна колония Ояпоки“ („Colônia Militar do Oiapoque“). Намира се на десния бряг на река Ояпоки, на около 20 km от града.

## Достъп
Достъпът до местността от Ояпоки става посредством малки плавателни средства по реката, като превоза трае между 15 – 20 минути. Ширината на реката в отсечката Клевеландия-Ояпоки варира между 800 и 1.200 m, с малки острови по пътя ѝ. Също така може да се достигне по път за около 5 до 10 минути с кола.